# 4-Ethoxy-1,1,1-trifluor-3-buten-2-on
4-Ethoxy-1,1,1-trifluor-3-buten-2-on (ETFBO) ist eine chemische Verbindung aus der Gruppe der organischen Fluorverbindungen. ETFBO wird als Synthesebaustein für die Produktion von fluorhaltigen Arznei- und Pflanzenschutzmitteln verwendet.

## Gewinnung und Darstellung
ETFBO kann durch Addition von Trifluoracetylchlorid an Ethylvinylether gewonnen werden. Die Verbindung wird unter anderem in Deutschland von Solvay in Bad Wimpfen hergestellt.

## Reaktionen
ETFBO wird z. B. zur Synthese von 4-Trifluormethylnicotinsäure genutzt.
Wittig-Olefinierung von ETFBO führt zu 1-Ethoxy-3-trifluormethyl-1,3-butadien, welches als Dien in Diels-Alder-Reaktionen fungiert. Reaktion mit verschiedenen Dienophilen ergibt Aromaten mit einer Trifluormethylgruppe.